# Pollimyrus castelnaui
Pollimyrus castelnaui är en fiskart som först beskrevs av Boulenger, 1911.  Pollimyrus castelnaui ingår i släktet Pollimyrus och familjen Mormyridae. IUCN kategoriserar arten globalt som livskraftig. Inga underarter finns listade i Catalogue of Life.